# Apostenus naxos
Espèce
Apostenus naxos est une espèce d'araignées aranéomorphes de la famille des Liocranidae.

## Distribution
Cette espèce est endémique des Cyclades en Grèce,. Elle se rencontre sur Naxos.

## Description
Les mâles mesurent de 1,8 à 1,9 mm et les femelles de 2,1 à 2,4 mm.

## Systématique et taxinomie
Cette espèce a été décrite par Wunderlich en 2022.

## Étymologie
Son nom d'espèce lui a été donné en référence au lieu de sa découverte, Naxos.

## Publication originale
- Wunderlich, 2022 : « Some spiders (Araneae) of the Western Palearctic. » Beiträge zur Araneologie, vol. 15, p. 4-78.